# Bracciano Ambiente
La Bracciano Ambiente era una Società per azioni unipersonale posseduta al 100% dal Comune di Bracciano, che gestiva la discarica di Cupinoro, la nettezza urbana e la gestione dai servizi cimiteriali nel Comune di Bracciano.

## Storia

### Nascita
Nasce il 1 luglio 2004, quando l’amministrazione guidata da Enzo Negri con un'ordinanza sindacale (n. 23 del 15 aprile 2004) estromette la Sel (Servizi Ecologici Laziali) dalla gestione della discarica di Cupinoro per problemi correlati alla salute pubblica.

### Fallimento
A partire dal 2013, Revisori dei Conti del Comune di bracciano e la procura di Civitavecchia chiedono al Tribunale di dichiarare il fallimento.
Il 1º febbraio 2014, la discarica di Cupinoro venne chiusa provvisoriamente, a causa dell'esaurimento delle volumetrie disponibili ad accogliere rifiuti, creando un caos rifiuti per i 25 comuni che si appoggiavano alla discarica.
Nel gennaio 2016, il tribunale di Civitavecchia apre un processo contro tre ex dirigenti, accusati di concorso in traffico illecito di rifiuti.
Il 4 agosto 2016, Silvia Fiori diventa Amministratore Delegato della Bracciano Ambiente, sostituendo Marcello Marchesi (uno dei tre dirigenti indagati).
Il 21 novembre 2016, il tribunale fallimentare di Civitavecchia ha emesso la sentenza del fallimento della Bracciano Ambiente S.p.A dopo dieci mesi dall’approvazione della proposta di concordato preventivo che prefigurava le modalità con cui la Società avrebbe saldato i propri debiti ed avviato un’attività di natura industriale incentrata sulla realizzazione di impianti per il trattamento dei rifiuti.
Nel 2017, La società fallita Bracciano Ambiente ha messo in vendita l’autorizzazione per il trattamento industriale dei rifiuti, ed è tornato dunque l’incubo della riapertura della discarica, a cui i cittadini si sono fortemente opposti attraverso una serie di manifestazioni.

## Dati societari

### Dipendenti
Furono assunti un totale di 91 dipendenti, di cui 50 provenienti dalla Servizi Ecologici Laziali, 40 assunti per chiamata diretta e 1 assunto attraverso concorso.

### Statuto
La Bracciano ambiente della sua nascita si pone 4 obbiettivi primari:
- Ridurre progressivamente il conferimento in discarica attraverso la trasformazione del servizio di raccolta indifferenziata dei rifiuti in un servizio di raccolta “porta a porta”, separando e recuperando tutti i materiali riutilizzabili;
- Realizzare nuovi impianti per la lavorazione dei materiali recuperati, in modo da diversificare le attività della Bracciano Ambiente garantendo per il futuro l’occupazione dei lavoratori dell’azienda e, soprattutto, offrendo nuove opportunità di occupazione stabile per il futuro dei nostri giovani;
- Realizzare impianti di energie rinnovabili (fotovoltaico, aeromotori, biomasse);
- Collaborare con Enti di ricerca, Università ed Imprese per lo sviluppo di attività nel campo del trattamento dei rifiuti e delle energie rinnovabili.

### Loghi

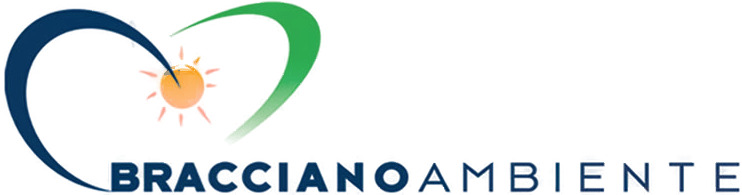
2007-2016